# Henryk Wawrowski
Henryk Wawrowski, född den 25 september 1949 i Szczecin, Polen, är en polsk fotbollsspelare som tog OS-silver i fotbollsturneringen vid de olympiska sommarspelen 1976 i Montréal.